# بابلاد (السوم)

تعديل مصدري - تعديل

بابلاد هي إحدى قرى عزلة السوم بمديرية السوم التابعة لمحافظة حضرموت، بلغ تعداد سكانها 53 نسمة حسب تعداد اليمن لعام 2004.